# Джозеф Чарлз Артур
Джозеф Чарлз Артур (англ. Joseph Charles Arthur; 1850–1942) — американський ботанік та міколог.

## Біографія
Джозеф Чарлз Артур народився 11 грудня 1850 року в місті Лоувілл штату Нью-Йорк в сім'ї Чарлза і Енн Артур. У віці 6 років Джозеф Чарлз з сім'єю переїхав до міста Чарлз-Сіті в Айові. Артур вступив до коледжу Айови, у 1872 році здобув ступінь бакалавра наук. У 1876 році він видав книгу про квіткові рослини Айови. Через рік Коледж присвоїв йому ступінь магістра наук. У 1897 році Джозеф Чарлз навчався спочатку в Університеті Джонса Гопкінса та Гарвардському університеті. У 1886 році він став доктором наук у Корнельському університеті. Потім працював в університетах Міннесоти та Вісконсина. У 1887 році став професором Університету Пердью. У 1916 році здобув ступінь доктора юриспруденції в Університеті Айови. У 1920 році став доктором наук Айовського коледжу, а у 1931 — Університету Пердью.
Його перша робота про грибкове захворювання рослин — іржу (лат. Pucciniales) була опублікована у 1883 році, і він продовжував публікації на цю тему більше половини століття, його останній публікація з'явилася у 1934 році.
Дж. Ч. Артур помер 30 квітня 1942 року в місті Брук штату Індіана.